# Obispo coadjutor

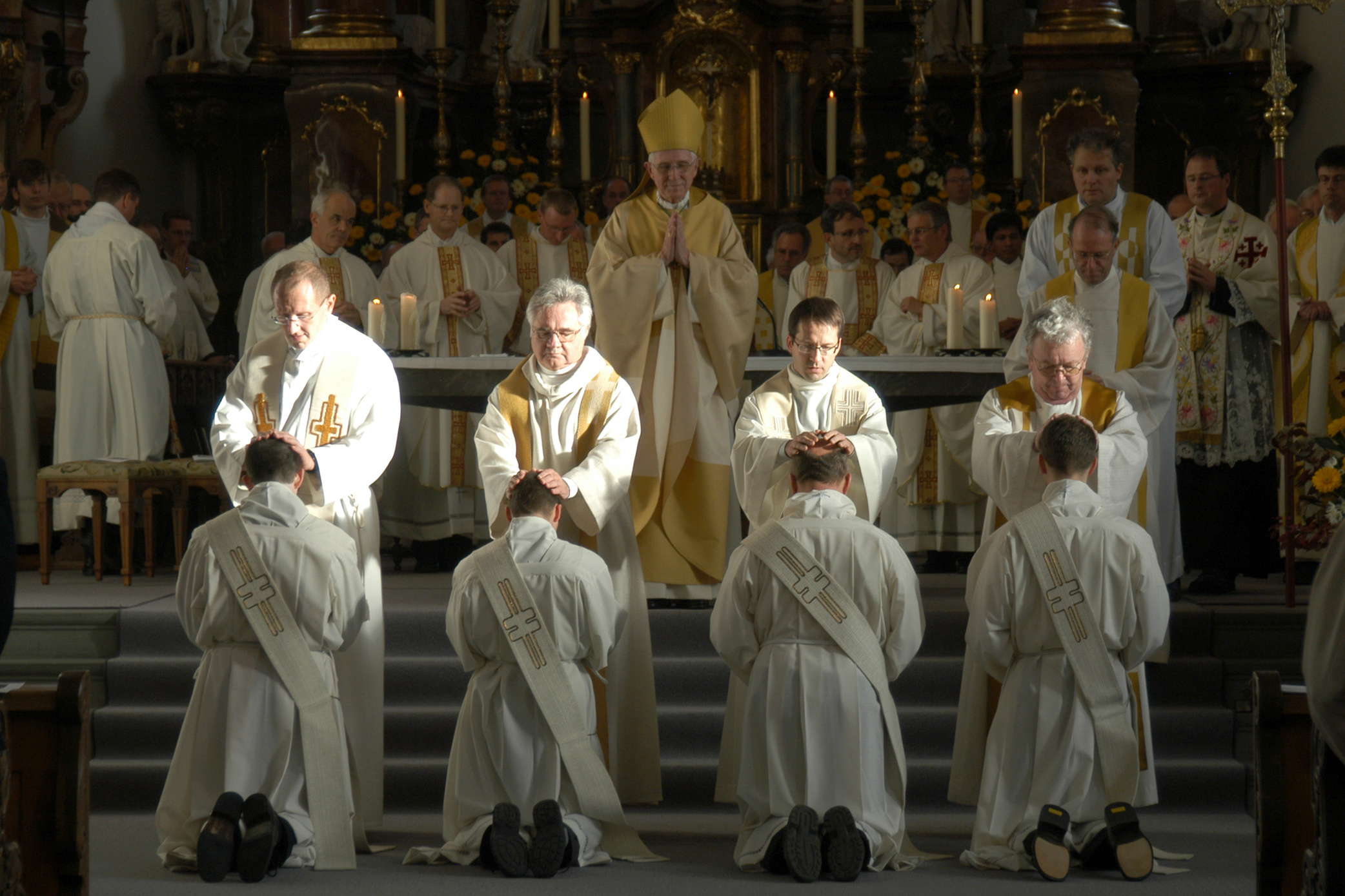
Ordenación cristiana, Órdenes sagradas (Iglesia católica), Imposición de manos en San Martín (Schwyz)

Según el Derecho canónico católico, el obispo coadjutor (o, en su caso, arzobispo coadjutor), al igual que el obispo, es el sacerdote que recibe el grado del episcopado (del griego επισκοπος [epískopos], «vigilante»). El nombramiento de obispo coadjutor es otorgado por la Santa Sede y tiene las mismas características del obispo auxiliar a las que se añade que el prelado que ha sido así designado, tiene derecho a sucesión a la sede episcopal cuando esta quede vacante.
Este nombramiento es otorgado por el Papa a petición del obispo de una diócesis, o por propia iniciativa del Santo Padre, generalmente cuando el obispo tiene edad avanzada y está próximo a renunciar por edad. La labor del coadjutor consiste en auxiliar al obispo y, cuando este renuncie por motivo de edad u otros, seguir la labor evangelizadora. También puede darse este nombramiento cuando el sumo pontífice lo estime conveniente.
Dado que el nombramiento significa la designación futura como obispo diocesano, el obispo coadjutor goza de una serie de derechos:
1. Asistir al obispo diocesano en todo el gobierno de la diócesis, y hacer sus veces en caso de ausencia o impedimento;
2. Ser nombrado vicario general;
3. Ser consultado en los asuntos de mayor importancia.